# Клочки (Білоцерківський район)
Клочки́ — село в Україні, у Маловільшанській сільській громаді Білоцерківського району, Київської області. До 2020 року орган місцевого самоврядування — Коженицька сільська рада. Населення становить близько 130 осіб.
Засноване у 1645 році.

## Населення

### Мова
Розподіл населення за рідною мовою за даними перепису 2001 року:
| Мова       | Відсоток |
| ---------- | -------- |
| українська | 96,21%   |
| російська  | 3,79%    |

## Географічні особливості
Село розташоване в досить гористій місцевості. На заході знаходиться гора Соловьюха, в центральній частині гора Кривуха. Саме на цій горі, до 1930-х років, розташовувався сільський цвинтар.

## Відомі люди

### Народилися
- Пащенко Василь Володимирович (нар. 5 січня 1958) — кандидат технічних наук, старший викладач Військової Академії, полковник.

## Джерело
- Облікова картка на сайті ВРУ[недоступне посилання з липня 2019]
- Історія сіл Коженицької сільської ради [Архівовано 17 листопада 2021 у Wayback Machine.]